# Девятицветный кубик

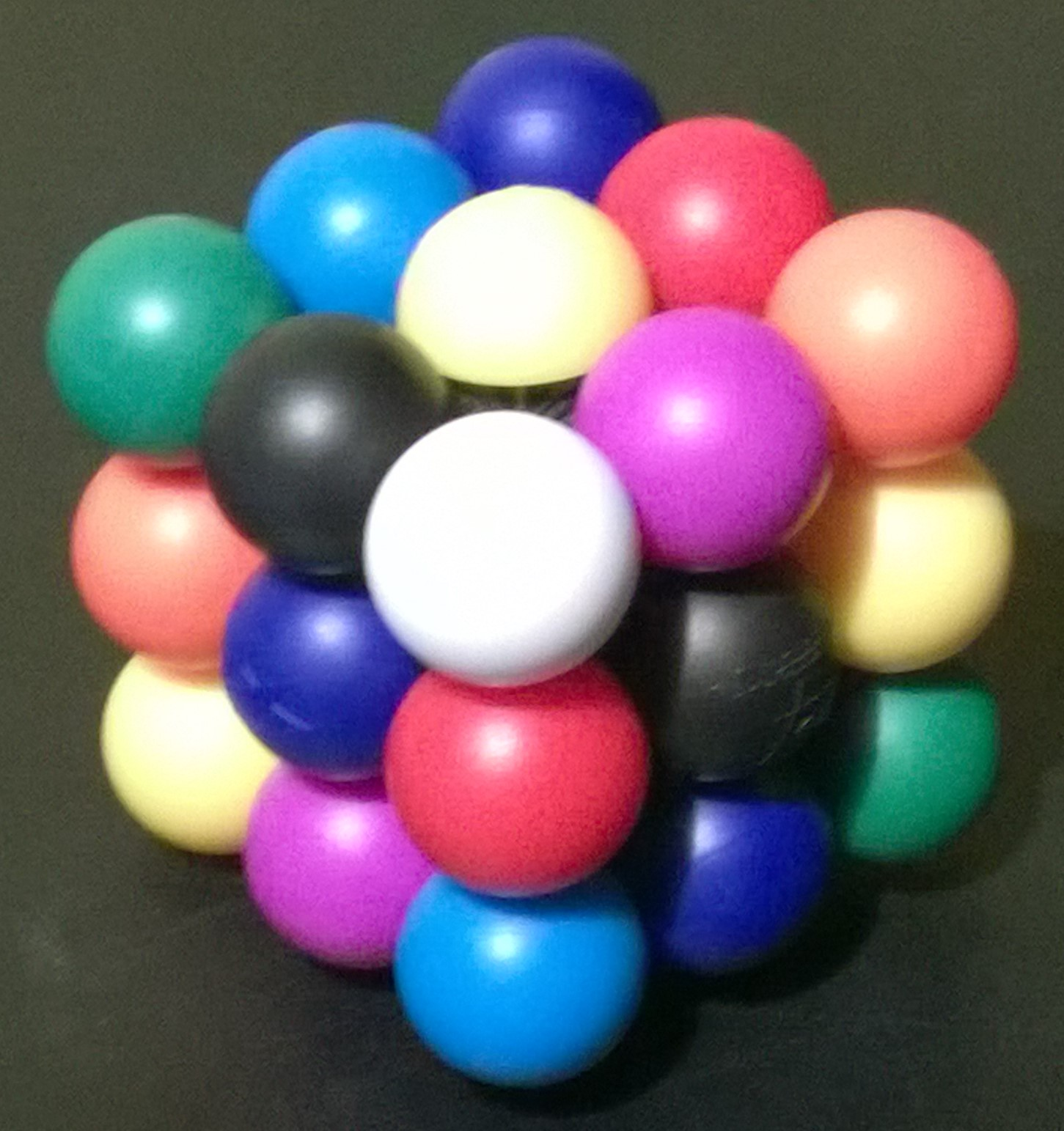
Собранный девятицветный кубик

Девятицветный кубик (англ. Nine-Colour Cube) ― головоломка, похожая на кубик Рубика. Была изобретена в 2005 году Миланом Водицкой и запущена в серийное производство семь лет спустя компанией Meffert's. Механически головоломка идентична кубику Рубика, но её цель прямо противоположна: необходимо, чтобы на каждой стороне все детали были разных цветов (в этом смысле головоломка похожа на судоку-кубик).
Кубик также имеет множество других названий, например Ball Sudoku Cube, Molecube и др.
Всего в кубе 26 частей (деталь зелёного цвета встречается 2 раза, детали остальных 8 цветов ― по 3 раза).
Полное число перестановок равно:
{\displaystyle {\frac {12!\times 8!}{2!\times 3!^{2}}}=268} {\displaystyle 240} {\displaystyle 896} {\displaystyle 000}
Из 268 240 896 000 возможных конфигураций 80 являются решениями головоломки.